# Abínzano
Abínzano (Abintzao en euskera) es un pueblo del municipio de Ibargoiti, en Navarra. Se sitúa en la ladera N de la sierra de Izco, accesible por una pista desde la N-240, en el caserío de la Venta de Lecáun. Su población es de 17 habitantes. 
Está en la vía aragonesa del Camino de Santiago, por lo que en el pueblo es destacable la iglesia parroquial de San Pedro Apóstol, de estilo barroco, y dentro de ella, el retablo dedicado a este santo. Cerca del pueblo, se ha encontrado restos de un pueblo eneolítico, posiblemente, fuese el antiguo Abínzano. 
Su economía se basaba antiguamente en los cultivos de la cebada. Abunda una buena flora por los alrededores.
Sus fiestas se celebran en junio.